# هورسفلدية لبدية
هورسفلدية لبدية (الاسم العلمي:Horsfieldia tomentosa) هي نوع هجين من النباتات تتبع جنس الهورسفلدية من الفصيلة البسباسية.